# Espérance Zarzis
Espérance Sportive de Zarzis (arabă الترجي الرياضي الجرجيسي, prescurtat ESZ, este un club de fotbal din Tunisia, fondat în 1934 de Haj Ali Bouchhioua, își are sediul în orașul Zarzis.

## Istoria clubului
La începutul anilor 1980, sub președinția lui Fethi Gana, clubul a început să câștige avânt prin alăturarea Diviziei 2 Centre-Sud. În ciuda faptului că a fost retrogradat în divizia a treia în 1983, din cauza tinereții și lipsei de experiență a jucătorilor săi, clubul dorește să-și păstreze antrenorul, bulgarul Romanov, și a reușit să se alăture definitiv la cluburi de nivel național.
A urcat pentru prima dată în prima ligă în 1991, sub președinția lui Fethi Gana, pentru un an de confruntare, și s-a întors acolo din nou în 1994, pierzându-și doar o dată locul în elită, în 2003. Aziz Dhouib și-a asumat președinția clubului când a intrat în prima ligă în 2004, a câștigat Cupa Tunisiei un an mai târziu împotriva celor de la Espérance Tunis cu scorul de 2–0, și a participat la Cupa Confederației din 2006.
Sezonul 2007-2008, marcat de mai multe schimbări de antrenor și de numeroase neînțelegeri, s-a încheiat cu retrogradarea clubului în liga a II-a.